# Live in London (Judas Priest)
A Live in London a brit Judas Priest 2003- ban megjelent dupla koncertlemeze. A felvétel a londoni Brixton Academy-ben készült 2001. december 19-én. A felvétel DVD formátumban is megjelent.

## Számlista
A dalokat  Rob Halford, K. K. Downing és  Glenn Tipton írta.

### Disc 1
1. "Metal Gods" – 4:37
2. "Heading Out to the Highway" – 4:13
3. "Grinder" – 4:04
4. "A Touch of Evil" (Halford, Downing, Tipton, Chris Tsangarides) – 5:58
5. "Blood Stained" (Downing, Tipton) – 5:11
6. "Victim of Changes" (Al Atkins, Halford, Downing, Tipton) – 10:08
7. "The Sentinel" – 5:31
8. "One on One" (Downing, Tipton) – 6:05
9. "Running Wild" (Tipton) – 3:19
10. "The Ripper" (Tipton) – 3:31
11. "Diamonds & Rust" (Joan Baez) – 4:13
12. "Feed on Me" (Tipton) – 5:25
13. "The Green Manalishi" (Peter Green) – 4:51

### Disc 2
1. "Beyond the Realms of Death" (Halford, Les Binks) – 7:15
2. "Burn in Hell" (Downing, Tipton) – 5:22
3. "Hell Is Home" (Downing, Tipton) – 5:47
4. "Breaking the Law" – 2:47
5. "Desert Plains" – 4:25
6. "You've Got Another Thing Comin'" – 5:20
7. "Turbo Lover" – 5:39
8. "Painkiller" – 7:17
9. "The Hellion" – 0:36
10. "Electric Eye" – 3:35
11. "United" – 2:55
12. "Living After Midnight" – 5:13
13. "Hell Bent for Leather" (Tipton) – 5:47

## Zenészek
- Tim „Ripper” Owens: ének
- K. K. Downing: gitár
- Glenn Tipton: gitár
- Ian Hill: basszusgitár
- Scott Travis – dob